# Сокотра (острів)
Сокотра (араб. سُقُطْرَىٰ, Suquṭrā; сок. ساقطري, Saqaṭri) — острів на північному заході Індійського океану. Є частиною однойменного архіпелагу, разом із ним складає мухафазу Сокотра Республіки Ємен. Головне місто острова Хадібо розташоване на північному узбережжі острова. За даними перепису 2004 року на острові жило 42 442 осіб, в тому числі 8 545 осіб — у Хадібо.

## Географія
Острів розташований біля східного виходу Аденської затоки приблизно за 250 км від Сомалійського півострова, а також приблизно за 350 км на південь від Аравійського півострова. Довжина острова — приблизно 133 км, ширина — до 42 км. Площа острова становить 3625 км².
Найвища точка Сокотри — 1505 м.

## Історія
У квітні 1507 році флот 8-ї португальської Індійської Армади на чолі з Тріштаном да Кунья та Афонсу де Албукеркі завоював острів Сокотра. Португальці після жорстокого бою захопили тодішню столицю острова Суку і збудували в ній форт Сан-Мігел (порт. Forte de São Miguel de Socotorá), сподіваючись створити на Сокотрі стратегічну базу для нападів на арабську торгівлю між Червоним морем і Індійським узбережжям. Однак невдовзі португальці зрозуміли, що Сокотра була невдалим місцем для виконання поставленого завдання, оскільки через неродючість острова серед залоги фортеці розпочався голод. До того ж виявилось, що на острові немає зручних гаваней для зимової стоянки кораблів, через що декілька португальських кораблів загинули під час зимових ураганів на рейді острова. 1511 року португальці евакуювали свій гарнізон і християнське цивільне населення, зруйнували укріплення і покинули острів.
На початку 1880 року перша дослідницька британська експедиція, очолювана професором Ісааком Бальфуром, прибула на острів Сокотра. Вчені мали намір зібрати колекції гірських порід тварин і рослин. Результати ботанічних досліджень вийшли приголомшливими: за 48 днів на Сокотрі виявили понад 200 видів невідомих науці рослин, частина яких належала до 20 нових родів. З тієї пори за островом міцно утвердилася слава ботанічного раю, його стали називати «Галапагос Індійського океану».

## Природа

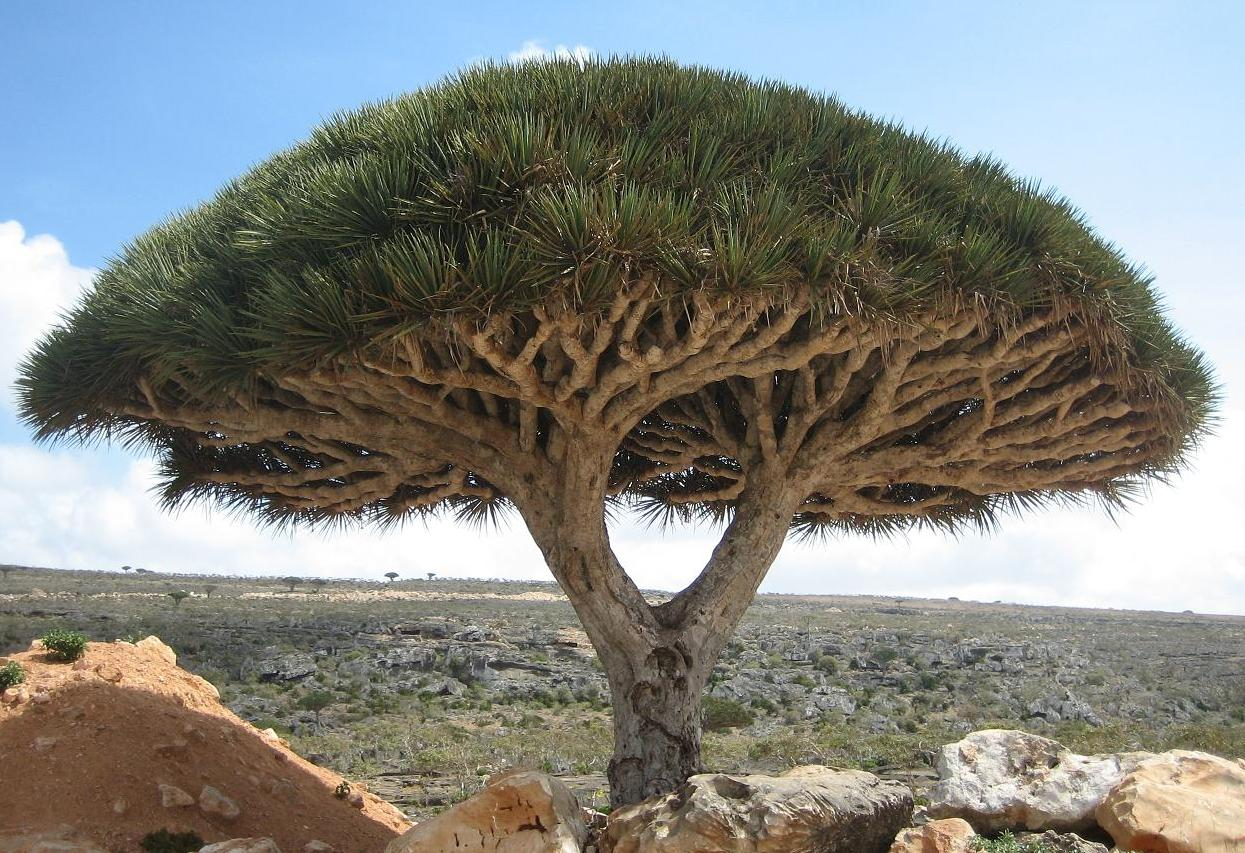
Dracaena cinnabari

В глибині острова і на гірських схилах можна зустріти густі зарості здебільшого ендемічної флори і таку ж ендемічну фауну. До місцевих видів належать огіркове дерево(Dendrosicyos socotranus), одна з небагатьох деревоподібних рослин родини гарбузових, і золотокрилий в'юрок. Деякі частини узбережжя облямовані дюнами — найбільшими береговими дюнами Землі. Сокотра — батьківщина драцени кіноварно-червоної (Dracaena cinnabari-Сокотрійське драконове дерево), релікта крейдяного періоду, деревна смола якого використовується для приготування природних ліків і ладану. До ендеміків острова Сокотра належить також Zygocarpum caeruleum.
У 2003 році Сокотра разом з іншими островами архіпелагу була оголошена біосферним заказником.